# Celine Simunyu
Celine Simunyu (* 23. Juli 2004) ist eine irische Tennisspielerin.

## Karriere
Simunyu spielt bislang hauptsächlich Turniere der ITF Women’s World Tennis Tour, wo sie bisher neun Doppeltitel gewann.
Seit 2021 spielt sie bislang in 13 Begegnungen für die irische Fed-Cup-Mannschaft; sie gewann sieben ihrer zwölf Einzel- und eine ihrer vier Doppelpartien.

## Turniersiege

### Doppel
| Nr. | Datum              | Turnier                    | Kategorie | Belag     | Partnerin                    | Finalgegnerinnen                        | Ergebnis         |
| --- | ------------------ | -------------------------- | --------- | --------- | ---------------------------- | --------------------------------------- | ---------------- |
| 1.  | 28. Mai 2022       | Santa Margarida de Montbui | ITF W15   | Hartplatz | Shin Ji-ho                   | Francesca Curmi Mihaela Đaković         | 7:63, 6:3        |
| 2.  | 22. Oktober 2022   | Antalya                    | ITF W15   | Sand      | Melis Ayda Uyar              | Tamara Čurović Bojana Marinković        | 6:4, 3:6, [10:6] |
| 3.  | 19. November 2022  | Nairobi                    | ITF W15   | Sand      | Sravya Shivani Chilakalapudi | Sabastiani Leon Divine Dasam Nweke      | 6:4, 7:63        |
| 4.  | 27. Januar 2024    | Antalya                    | ITF W15   | Sand      | Sebastianna Scilipoti        | Linda Ševčíková Doğa Türkmen            | 6:3, 6:2         |
| 5.  | 20. Juli 2024      | Casablanca                 | ITF W15   | Sand      | Angella Okutoyi              | Gloria Ceschi Gaia Squarcialupi         | 6:3, 6:1         |
| 6.  | 3. August 2024     | Mohammedia                 | ITF W35   | Sand      | Jekaterina Kasionowa         | Funa Kozaki Ikumi Yamazaki              | 6:3, 6:3         |
| 7.  | 7. September 2024  | Monastir                   | ITF W15   | Hartplatz | Matilde Mariani              | Sofya Gapankova Ksenija Jorsch          | 6:1, 6:3         |
| 8.  | 28. September 2024 | Madrid                     | ITF W15   | Hartplatz | Jenny Dürst                  | Vlada Ekshibarova Emma Wilson           | 6:4, 6:4         |
| 9.  | 7. Dezember 2024   | Melilla                    | ITF W15   | Sand      | Joëlle Steur                 | Lorena Solar Donoso Neus Torner Sensano | 6:4, 6:1         |